# Laurazië

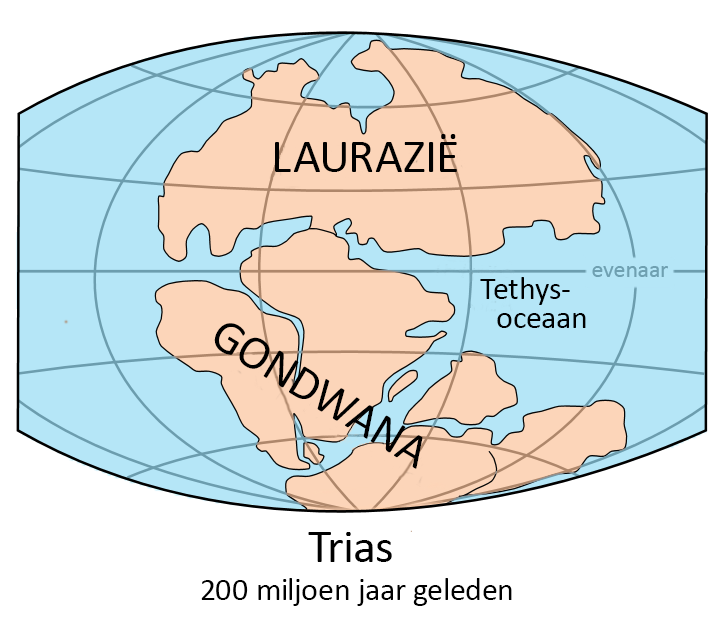
Aarde tijdens het Trias

Laurazië was een supercontinent dat met het zuidelijkere Gondwana het supercontinent Pangea vormde. Het bestond in het Trias.
Eerst ontstond ongeveer 400 miljoen jaar of 400 Ma geleden tijdens de Caledonische orogenese het continent Laurussië, ook wel Old Red Sandstone Continent of Proto-Laurazië genoemd. Laurussië kwam met Gondwana in botsing en vormde zo Pangea. Dat was dus een gevolg van de platentektoniek. Daarna, ongeveer 290–300 Ma geleden, botsten Kazachstania en Siberia tegen Laurussië, waardoor Laurazië ontstond. Laurazië dreef aan het einde van het Trias van Pangea af. Het paleocontinent bestond uit het merendeel van de landmassa's, die tegenwoordig deel van het noordelijke halfrond uitmaken. Laurazië brak ongeveer 200 miljoen jaar geleden in twee continenten uiteen: het huidige Noord-Amerika en Eurazië.
De clade Laurasiatheria heeft zich waarschijnlijk op Laurazië ontwikkeld.